# Robert Heeger
Friedrich Robert Heeger (* 2. Juni 1839 in Zschopau; † 1915) war ein deutscher Turnpädagoge und Sachbuchautor, dessen Schwerpunkt das Turnen für Mädchen und Frauen war.

## Leben und Werk
Er stammte aus dem sächsischen Erzgebirge und besuchte von 1853 bis 1858 das Lehrerseminar in Annaberg. 1865 legte er die Turnlehrerprüfung in Dresden ab, wurde Turnlehrer am Lehrerseminar in Callenberg und 1866 Turnlehrer bzw. 1871 Oberturnlehrer an den städtischen Schulanstalten in Zschopau. 1877 wechselte er an das Königliche Gymnasium nach Dresden-Neustadt, wo er 1898 zum Oberlehrer ernannt wurde.
Bekannt wurde er vor allem durch seine Schriften zum Turnunterricht u. a. auch gleichberechtigt für Mädchen und Frauen.

## Schriften (Auswahl)
- Anleitung für den Turnunterricht in Knabenschulen, Teil 1 Stufe I–III, Strauch, Leipzig 1880; 2. Aufl. 1884.
- Anleitung für den Turnunterricht in Knabenschulen, Teil 2 Stufe IV–VII, Strauch, Leipzig 1880; 2. Aufl. 1884.
- Schulturnen und Körperpflege. Ein Beitrag zu der von dem königlichen Amtsrichter Hartwich-Düsseldorf verfassten Broschüre: „Woran wir leiden.“ Strauch, Leipzig 1883.
- Übungsbeispiele aus dem Gebiete der Frei-, Ordnungs-, Stab-, Keulen- und Gerätübungen, nebst einer Sammlung von Liederreigen, Tanzreigen, Kanonreigen, Stabreigen und Keulenreigen, für das Turnen der weiblichen Jugend. Strauch, Leipzig 1889; 4. Aufl. 1903.
- Spielen und Turnen oder Turnen und Spielen. Vortrag, gehalten auf der 17. Sächsischen Turnlehrerversammlung zu Schneeberg, Leipzig 1893.
- Die körperliche Ausbildung und Erziehung unserer Jugend an den höheren Schulen. Vortrag, gehalten am 13. September im Dresdener Turnlehrerverein und (inhaltlich gekürzt) am 29. September 1897 auf der Versammlung des deutschen Gymnasialvereins zu Dresden, Strauch, Leipzig 1897.
- Ob schwedisch oder deutsch? Auch ein Wort zum deutschen Mädchen- und Frauenturnen. Strauch, Leipzig 1905.
- Zu Tanz und Reigen, Tanzweisen und andere Tonstücke zum Gebrauch beim Turnunterricht. Leipzig 1908.